# Real Apodaca Fútbol Club
El Real Apodaca Fútbol Club es un equipo de fútbol profesional mexicano de la ciudad de Apodaca, Nuevo León que participa en la Serie A de la Segunda División de México, también conocida como Liga Premier.

## Historia
El antecesor directo de este club fue el Real de Arteaga Fútbol Club, equipo que fue fundado en 2022 y tenía su sede en la ciudad de Querétaro, sin embargo, esta escuadra nunca consiguió atraer al público en su locación original y además tuvo unos pobres resultados deportivos, por lo que sus propietarios decidieron ponerla en venta ante las pocas perspectivas de futuro que presentaba la franquicia en Querétaro.
Mientras eso ocurría en el entorno del Real de Arteaga, en la ciudad de Monterrey un grupo de empresarios locales en alianza con los exfutbolistas Héctor Mancilla y Júlio César Santos Correa empezaron a buscar la posibilidad de llevar un equipo de Segunda División a uno de los municipios pertenecientes al área metropolitana regiomontana, finalmente, encontraron a la franquicia queretana como el equipo desde el cual iniciar la nueva escuadra para la región.
El 13 de junio de 2023 se presentó el club ante el público con el nombre Real Apodaca Fútbol Club, esto con el objetivo de respetar parte de la identidad original del equipo y además para representar al municipio en donde se ofrecieron las instalaciones para albergar al equipo.
El 30 de junio de 2023 el equipo fue aceptado de manera oficial como miembro de la Liga Premier de México, ocupando el lugar y los derechos que habían pertenecido al club Real de Arteaga, siendo colocado en el grupo 1 de la Serie A. Con este ingreso el Real Apodaca se convirtió en el tercer equipo en jerarquía en la zona metropolitana de Monterrey y en todo el estado de Nuevo León, siendo superado únicamente por los clubes Monterrey y Tigres UANL de la Primera División.
Como parte de la estructura deportiva del club se decidió colocar en posiciones de mando a los futbolistas que encabezaron al grupo inversor que dio origen a la creación del club, por lo que Julio César Santos fue colocado como director deportivo, mientras que Héctor Mancilla fue designado como el entrenador del equipo.
El equipo consiguió su primer trofeo al ganar la Copa Reynosa 2023, un torneo amistoso de pretemporada celebrado en Reynosa, Tamaulipas. El Real Apodaca se impuso a los clubes Tampico Madero y Club de Fútbol Reynosa para conseguir ese campeonato, el cual no tiene carácter oficial pero funciona como termómetro para conocer el estado de los clubes de cara a la temporada.
El Real Apodaca debutó de manera oficial el 12 de agosto de 2023 visitando al club Tritones Vallarta MFC. En su primer encuentro el equipo cayó derrotado por un marcador de 2-0 aunque mostrando un buen juego. Una semana más tarde el equipo conseguiría marcar sus primeros goles oficiales cuando los delanteros Jesús Reyes y Oziel Mireles anotaron dos tantos en el empate ante Leones Negros "B", encuentro en el que el club regiomontano consiguió sus primeros dos puntos oficiales. Tras ese empate, el club inició una mala racha durante la que permaneció durante 11 jornadas sin conocer la victoria, finalmente el 20 de octubre del 2023 el Real Apodaca derrotó de nueva cuenta al Reynosa, consiguiendo de esa manera su primer triunfo en un partido oficial en la historia del club.
En febrero de 2025 el club se vio involucrado en un escándalo relacionado con el amaño de un partido a causa de apuestas, el cual se saldó con la suspensión de seis futbolistas del equipo con periodos de sanción entre los dos y los dieciséis años sin tomar parte del balompié profesional. El equipo pudo continuar participando en la liga debido a que no fue una iniciativa originada por la directiva o el cuerpo técnico.
Tras la polémica el Real Apodaca logró mejorar su rendimiento clasificando a la liguilla por primera ocasión en su historia, esto luego de finalizar en la segunda posición del Grupo 1 con 30 puntos producto de nueve victorias, un empate y dos puntos extra. En los cuartos de final los merengues eliminaron al Halcones Fútbol Club con un marcador global de 2-3, finalmente fueron eliminados en la etapa de semifinales por el club Aguacateros de Peribán con un global de 2-1, cerrando el que hasta el momento ha sido el mejor torneo deportivo del equipo de Apodaca.

## Temporadas
| Temporada     | División          | Posición                  |
| ------------- | ----------------- | ------------------------- |
| 2023/2024     | 3.Segunda Serie A | 12.º Grupo I              |
| Apertura 2024 | 3.Segunda Serie A | 6.º Grupo I               |
| Clausura 2025 | 3.Segunda Serie A | 2.º Grupo I (Semifinales) |